# Lijst van nummer 1-hits in Zwitserland in 2002
Deze hits stonden in 2002 op nummer 1 in de Schweizer Hitparade, de bekendste hitlijst in Zwitserland.
| Datum        | Artiest               | Titel                      |
| ------------ | --------------------- | -------------------------- |
| 5 januari    | Bro'Sis               | I Believe                  |
| 12 januari   | Bro'Sis               | I Believe                  |
| 19 januari   | Anastacia             | Paid My Dues               |
| 26 januari   | Sarah Connor          | From Sarah with Love       |
| 2 februari   | Anastacia             | Paid My Dues               |
| 9 februari   | Shakira               | Whenever, Wherever         |
| 16 februari  | Shakira               | Whenever, Wherever         |
| 23 februari  | Shakira               | Whenever, Wherever         |
| 2 maart      | Shakira               | Whenever, Wherever         |
| 9 maart      | Shakira               | Whenever, Wherever         |
| 16 maart     | Shakira               | Whenever, Wherever         |
| 23 maart     | Shakira               | Whenever, Wherever         |
| 30 maart     | Shakira               | Whenever, Wherever         |
| 6 april      | Shakira               | Whenever, Wherever         |
| 13 april     | Shakira               | Whenever, Wherever         |
| 20 april     | Shakira               | Whenever, Wherever         |
| 27 april     | Shakira               | Whenever, Wherever         |
| 4 mei        | Shakira               | Whenever, Wherever         |
| 11 mei       | Shakira               | Whenever, Wherever         |
| 18 mei       | Shakira               | Whenever, Wherever         |
| 25 mei       | Shakira               | Whenever, Wherever         |
| 1 juni       | Shakira               | Whenever, Wherever         |
| 8 juni       | Eminem                | Without Me                 |
| 15 juni      | Eminem                | Without Me                 |
| 22 juni      | Eminem                | Without Me                 |
| 29 juni      | Eminem                | Without Me                 |
| 6 juli       | Eminem                | Without Me                 |
| 13 juli      | Eminem                | Without Me                 |
| 20 juli      | Eminem                | Without Me                 |
| 27 juli      | Eminem                | Without Me                 |
| 3 augustus   | Eminem                | Without Me                 |
| 10 augustus  | Eminem                | Without Me                 |
| 17 augustus  | Elvis Presley & JXL   | A Little Less Conversation |
| 24 augustus  | Eminem                | Without Me                 |
| 31 augustus  | Las Ketchup           | The Ketchup Song           |
| 7 september  | Las Ketchup           | The Ketchup Song           |
| 14 september | Las Ketchup           | The Ketchup Song           |
| 21 september | Las Ketchup           | The Ketchup Song           |
| 28 september | Las Ketchup           | The Ketchup Song           |
| 5 oktober    | Las Ketchup           | The Ketchup Song           |
| 12 oktober   | Las Ketchup           | The Ketchup Song           |
| 19 oktober   | Las Ketchup           | The Ketchup Song           |
| 26 oktober   | Las Ketchup           | The Ketchup Song           |
| 2 november   | Las Ketchup           | The Ketchup Song           |
| 9 november   | Las Ketchup           | The Ketchup Song           |
| 16 november  | Nelly & Kelly Rowland | Dilemma                    |
| 23 november  | Nelly & Kelly Rowland | Dilemma                    |
| 30 november  | Nelly & Kelly Rowland | Dilemma                    |
| 7 december   | Nelly & Kelly Rowland | Dilemma                    |
| 14 december  | Nelly & Kelly Rowland | Dilemma                    |
| 21 december  | t.A.T.u.              | All the Things She Said    |